# Cucullia biornata
Cucullia biornata är en fjärilsart som beskrevs av Fischer de Waldheim 1840. Cucullia biornata ingår i släktet Cucullia och familjen nattflyn. Inga underarter finns listade i Catalogue of Life.